# 波当津海岸

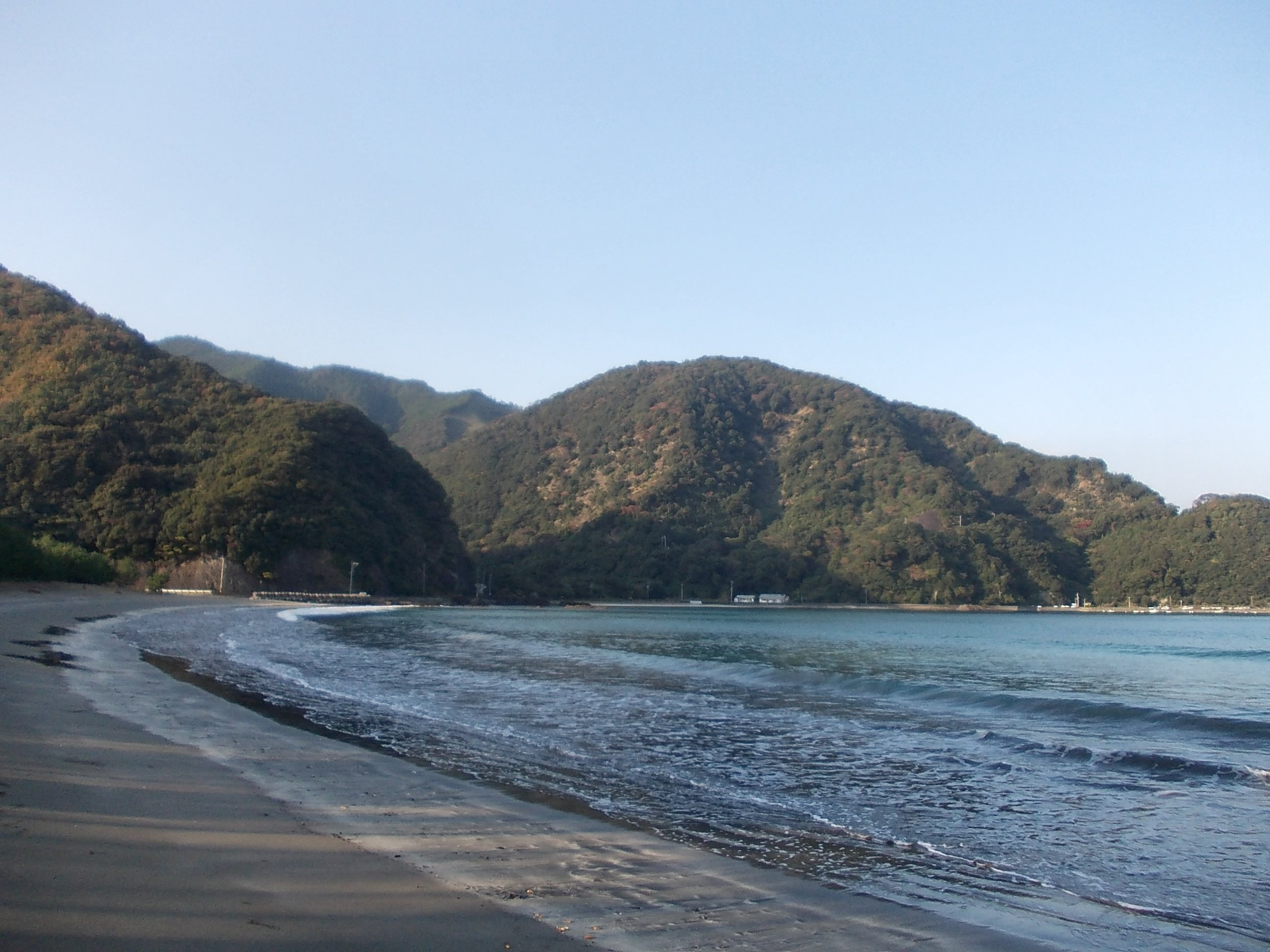
波当津海岸

波当津海岸（はとうづかいがん、はとづかいがん）は、大分県佐伯市蒲江にある海岸である。日豊海岸国定公園の一部である。

## 概要
大分県と宮崎県との県境に近く、大分県内で最も南に位置する海岸である。白砂の海岸と青松とのコントラストが美しく、日本の白砂青松百選に選ばれている。また、遠浅で波が穏やかなため、海水浴場としても知られている。
ハマユウが群生し、ウミガメが産卵に来ることもある。

## 周辺道路
- 宮崎県道・大分県道122号古江丸市尾線
- 東九州自動車道・蒲江波当津IC